# NGC 4666
NGC 4666 este o intermediate spiral galaxy⁠(d) situată în constelația Fecioara. A fost descoperită în 22 februarie 1784 de către William Herschel. Se află la o distanță de 15,49 megaparseci de Pământ.